# Перальта, Арнольд
Арнольд Фабиан Перальта Соса (исп. Arnold Fabian Peralta Sosa; 29 марта 1989, Ла-Сейба, Гондурас — 10 декабря 2015, Ла-Сейба, Гондурас) — гондурасский футболист, опорный полузащитник сборной Гондураса.

## Клубная карьера
В 2008 году начал свою карьеру в клубе «Вида». За клуб он сыграл более 100 матчей. В 2013 году Арнольд перешёл в шотландский «Рейнджерс». 14 сентября в матче против «Арброта» он дебютировал в третьем дивизионе Шотландии. 26 апреля в поединке против «Странраера» Перальта забил свой первый гол за «рейнджеров». В том же году он помог клубу выйти в элиту.
В начале 2015 года вернулся на родину подписав контракт с «Олимпией» из Тегусигальпы. 16 февраля в матче против «Мотагуа» он дебютировал за новую команду. 13 сентября в поединке против «Виктории» Перальта забил свой первый гол за «Олимпию».

## Международная карьера
В 2009 году Перальта был капитаном молодёжной команды на молодёжном Чемпионате мира в Египте. На турнире он принял участие в матчах против команд ЮАР и ОАЭ, а в поединке против Венгрии забил гол.
7 сентября 2011 года в товарищеском матче против сборной Парагвая Арнольд дебютировал за сборную Гондураса заменив во втором тайме Энди Нахара.
Летом 2012 года Перальта был включен в заявку национальной команды на поездку в Лондон на Олимпийские игры. На турнире он принял участие в трех матчах против команд Испании, Марокко и Бразилии.

## Гибель
11 декабря 2015 года в 2 часа ночи по местному времени Перальта был застрелен неизвестным на парковке торгового центра в городе Ла-Сейба.На теле 26-летнего игрока были обнаружены многочисленные пулевые ранения (более 9 гильз).
По предварительным данным, неизвестный преступник выстрелил 26-летнему футболисту в голову на парковке одного из торговых центров, отмечает портал El Heraldo. Причины нападения на Перальту неизвестны.
Игрок национальной сборной Гондураса и клуба «Олимпия» находился в Ла-Сейбе на каникулах. 16 декабря он планировался к участию в товарищеском матче со сборной Кубы.

## Достижения
Командные
 «Рейнджерс»
- Первая Лига Шотландии — 2013/2014